# نهر كرج
نهر كرج هو نهر يقع في وسط محافظة البرز وشمال غرب طهران.
ينبع النهر من جبال البرز الجنوبية. من جبل يسمى كلونبستك في مرتفعات خورسنج، وبعد سيره على طول مسار نهر الولاية ينضم إلى نهر كرج، وبعد مروره بالحافة الشرقية لمدينة كرج يروي سهول كرج وشاهيار، وينضم إلى نهر جررود .